# Mehdi Chahiri
Mehdi Chahiri (ur. 25 lipca 1996 w Grande-Synthe) – francuski piłkarz marokańskiego pochodzenia grający na pozycji napastnika w klubie Pau FC.

## Kariera klubowa

### Olympique Grande-Synthe
Chahiri zadebiutował w Olympique Grande-Synthe 19 października 2013 w meczu z UJA Maccabi Paris Métropole (wyg. 0:1). Pierwszą bramkę zdobył 1 lutego 2014 w wygranym 4:0 spotkaniu przeciwko rezerwom US Quevilly. Łącznie dla nich rozegrał 14 meczów strzelając jednego gola.
Chahiri wrócił do Olympique Grande-Synthe 1 lipca 2015. Nie wystąpił wtedy jednak w ani jednym spotkaniu.

### FC Lorient II
Chahiri trafił do rezerw FC Lorient 1 lipca 2014. Debiut dla nich zaliczył 30 sierpnia 2014 w zremisowanym 0:0 starciu przeciwko Stade Bordelais. Ostatecznie w ich barwach wystąpił on 13 razy nie zdobywając żadnej bramki.

### USL Dunkerque
Chahiri przeszedł do USL Dunkerque 1 lipca 2016. Zadebiutował dla nich 18 listopada 2016 w meczu z SAS Épinal (przeg. 0:1). Pierwszą bramkę zdobył 2 listopada 2018 w przegranym 3:2 spotkaniu przeciwko Stade Lavallois. Łącznie dla rozegrał dla nich 33 mecze strzelając 2 gole.

### USL Dunkerque II
Chahiri zaliczył debiut w rezerwach USL Dunkerque 19 sierpnia 2017 w przegranym 1:3 spotkaniu przeciwko Olympique Saint-Quentin. Pierwszego gola strzelił 17 marca 2018 w meczu z US Maubeuge (wyg. 2:1). Ostatecznie w ich barwach wystąpił 28 razy zdobywając 4 bramki.

### Red Star FC
Chahiri przeniósł się do Red Star FC 1 lipca 2019. Zadebiutował dla nich 9 sierpnia 2019 w starciu z SC Toulon (1:1), zdobył wtedy również swoją pierwszą bramkę. Łącznie rozegrał dla nich 17 meczów strzelając 10 goli.
31 stycznia wrócił do nich na wypożyczenie. Zagrał wtedy w 5 spotkaniach nie zdobywając żadnej bramki.

### RC Strasbourg
Chahiri trafił do RC Strasbourg 30 stycznia 2019. Debiut dla nich zaliczył 23 sierpnia 2020 w przegranym 3:1 starciu przeciwko FC Lorient, strzelając wtedy również swojego pierwszego gola. Ostatecznie w barwach RC Strasbourg Chahiri wystąpił 25 razy zdobywając dwie bramki.

### SM Caen
Chahiri został wypożyczony do SM Caen 31 sierpnia 2021. Zadebiutował dla nich 11 września 2021 w meczu z Pau FC (przeg. 1:2). Premierową bramkę zdobył 2 października 2021 w przegranym 1:2 spotkaniu przeciwko Valenciennes FC. Łącznie rozegrał dla nich 13 meczów strzelając 3 gole.
30 kwietnia 2022 zaliczył on jedyny występ w rezerwach SM Caen. Było to starcie z C′Chartres Football (wyg. 3:0).

### Paris FC
Chahiri trafił na wypożyczenie do Paris FC 1 lipca 2022. Debiut dla nich zaliczył 6 sierpnia 2022 w wygranym 2:1 starciu przeciwko US Quevilly, strzelając wtedy też swojego pierwszego gola. Ostatecznie w ich barwach wystąpił on 32 razy zdobywając 5 bramek.
25 lutego 2023 zaliczył on jedyny występ w rezerwach Paris FC. Było to starcie z Le Blanc-Mesnil SF (wyg. 3:0).

### Pau FC
Chahiri przeszedł do Pau FC 1 września 2023. Zadebiutował dla nich 16 września 2023 w meczu z AJ Auxerre (2:2). 
Pierwszy mecz dla rezerw Pau FC Chahiri rozegrał 14 lutego 2024. Było to starcie z Aviron Bayonnais FC (wyg. 4:1) zdobywając wtedy swoją pierwszą bramkę. 

## Statystyki

### Klubowe
(aktualne na dzień 24 lipca 2024)
| Klub                    | Sezon              | Liga                   | Liga  | Liga   | Puchar kraju | Puchar kraju | Puchar ligi | Puchar ligi | Suma  | Suma   |
| Klub                    | Sezon              | Liga                   | Mecze | Bramki | Mecze        | Bramki       | Mecze       | Bramki      | Mecze | Bramki |
| ----------------------- | ------------------ | ---------------------- | ----- | ------ | ------------ | ------------ | ----------- | ----------- | ----- | ------ |
| Olympique Grande-Synthe | 2013/14            | Championnat National 3 | 14    | 1      | 0            | 0            | –           | –           | 14    | 1      |
| Olympique Grande-Synthe | 2015/16            | Championnat National 3 | 0     | 0      | 0            | 0            | –           | –           | 0     | 0      |
| Olympique Grande-Synthe | Ogólnie            | Ogólnie                | 14    | 1      | 0            | 0            | 0           | 0           | 14    | 1      |
| FC Lorient II           | 2014/15            | Championnat National 2 | 13    | 0      | 0            | 0            | –           | –           | 13    | 0      |
| FC Lorient II           | Ogólnie            | Ogólnie                | 13    | 0      | 0            | 0            | 0           | 0           | 13    | 0      |
| USL Dunkerque           | 2016/17            | Championnat National   | 2     | 0      | 0            | 0            | –           | –           | 2     | 0      |
| USL Dunkerque           | 2017/18            | Championnat National   | 4     | 0      | 0            | 0            | –           | –           | 4     | 0      |
| USL Dunkerque           | 2018/19            | Championnat National   | 26    | 2      | 1            | 0            | –           | –           | 27    | 2      |
| USL Dunkerque           | Ogólnie            | Ogólnie                | 32    | 2      | 1            | 0            | 0           | 0           | 33    | 2      |
| USL Dunkerque II        | 2017/18            | Championnat National 3 | 18    | 2      | 0            | 0            | –           | –           | 18    | 2      |
| USL Dunkerque II        | 2018/19            | Championnat National 3 | 10    | 2      | 0            | 0            | –           | –           | 10    | 2      |
| USL Dunkerque II        | Ogólnie            | Ogólnie                | 28    | 4      | 0            | 0            | 0           | 0           | 28    | 4      |
| Red Star FC             | 2019/20            | Championnat National   | 22    | 11     | 2            | 1            | 1           | 2           | 25    | 14     |
| Red Star FC             | Ogólnie            | Ogólnie                | 22    | 11     | 2            | 1            | 1           | 2           | 25    | 14     |
| RC Strasbourg           | 2020/21            | Ligue 1                | 23    | 2      | 1            | 0            | –           | –           | 24    | 3      |
| RC Strasbourg           | 2021/22            | Ligue 1                | 1     | 0      | 0            | 0            | –           | –           | 1     | 0      |
| RC Strasbourg           | Ogólnie            | Ogólnie                | 24    | 2      | 1            | 0            | 0           | 0           | 25    | 3      |
| SM Caen                 | 2021/22            | Ligue 2                | 13    | 3      | 0            | 0            | –           | –           | 13    | 3      |
| SM Caen                 | Ogólnie            | Ogólnie                | 13    | 3      | 0            | 0            | 0           | 0           | 13    | 3      |
| SM Caen II              | 2021/22            | Championnat National 2 | 1     | 0      | 0            | 0            | –           | –           | 1     | 0      |
| SM Caen II              | Ogólnie            | Ogólnie                | 1     | 0      | 0            | 0            | 0           | 0           | 1     | 0      |
| Paris FC                | 2022/23            | Ligue 2                | 29    | 4      | 3            | 1            | –           | –           | 32    | 5      |
| Paris FC                | Ogólnie            | Ogólnie                | 29    | 4      | 3            | 1            | 0           | 0           | 32    | 5      |
| Paris FC II             | 2022/23            | Championnat National 3 | 1     | 0      | 0            | 0            | –           | –           | 1     | 0      |
| Paris FC II             | Ogólnie            | Ogólnie                | 1     | 0      | 0            | 0            | 0           | 0           | 1     | 0      |
| Pau FC                  | 2023/24            | Ligue 2                | 21    | 0      | 1            | 0            | –           | –           | 22    | 0      |
| Pau FC                  | 2024/25            | Ligue 2                | 0     | 0      | 0            | 0            | –           | –           | 0     | 0      |
| Pau FC                  | Ogólnie            | Ogólnie                | 21    | 0      | 1            | 0            | 0           | 0           | 22    | 0      |
| Pau FC II               | 2023/24            | Championnat National 3 | 1     | 1      | 0            | 0            | –           | –           | 1     | 1      |
| Pau FC II               | Ogólnie            | Ogólnie                | 1     | 1      | 0            | 0            | 0           | 0           | 1     | 1      |
| Ogólnie w karierze      | Ogólnie w karierze | Ogólnie w karierze     | 199   | 28     | 8            | 1            | 1           | 2           | 208   | 31     |